# Belle Plaine (Kansas)
Belle Plaine – miasto w Stanach Zjednoczonych, w stanie Kansas, w hrabstwie Sumner.